# Craig Armstrong
Craig Armstrong, född 29 april 1959 i Glasgow, Skottland, är en skotsk komposiör.
Armstrong medverkade i Massive Attacks framgång, då han skrev bland annat Weather storm på deras album Protection från 1994. Han turnerade även som keyboardist med Midge Ure på hans The Gift Tour 1985, samt med Ultravox på deras U-Vox Tour 1986.
Har även skrivit mycket musik till diverse filmer, bland annat Moulin Rouge!, Romeo & Julia och Love Actually. Armstrong utnämndes till Officer av Brittiska imperieorden 2009.

## Utmärkelser
- 2001 - World Soundtrack Award - Årets nykomling för Moulin Rouge
- 2001 - World Soundtrack Award - Bästa kretivitet för Moulin Rouge
- 2002 - AFI Film Award - Årets kompositör för Moulin Rouge
- 2002 - BAFTA Award - Anthony Asquiths filmmusikpris för Moulin Rouge
- 2002 - Golden Globe Award - Bästa originalmusik rörlig film för Moulin Rouge
- 2002 - Golden Satellite Award - Bästa originalmusik för Moulin Rouge
- 2006 - Grammy Award - Bästa soundtrackalbum för rörlig film, television eller annat visuellt media för Ray

## Filmografi (urval)
- 1996 – Romeo & Julia
- 1999 – The Bone Collector
- 2001 – Kiss of the Dragon
- 2001 – Moulin Rouge!
- 2002 – The Quiet American
- 2003 – Love Actually
- 2004 – Ray
- 2005 – Fever Pitch
- 2005 – Must Love Dogs
- 2006 – World Trade Center
- 2007 – Elizabeth: The Golden Age
- 2008 – The Incredible Hulk
- 2016 – Bridget Jones's Baby